# Cantón de Mortrée
El cantón de Mortrée era una división administrativa francesa, que estaba situada en el departamento de Orne y la región de Baja Normandía.

## Composición
El cantón estaba formado por diez comunas:
- Almenêches
- Boischampré
- Boissei-la-Lande
- Francheville
- La Bellière
- Le Château-d'Almenêches
- Marmouillé
- Médavy
- Montmerrei
- Mortrée

## Supresión del cantón de Mortrée
En aplicación del Decreto nº 2014-247 de 25 de febrero de 2014, el cantón de Mortrée fue suprimido el 22 de marzo de 2015 y sus 10 comunas pasaron a formar parte; nueve del nuevo cantón de Sées y una del nuevo cantón de Argentan-1.